# Distretto di Bosaso
Bosaso è un distretto somalo che prende il nome dalla sua città capoluogo. Il suo territorio era rivendicato dalla regione somala del Puntland, nel periodo in cui si era proclamata autonoma dallo stato somalo. Esso si trova nella parte superiore del Corno d'Africa, confinando ad occidente con la regione di Sanaag ed a nord con il mare del Golfo di Aden.

## Città
- Tohen